# Делень (Ідечу-де-Жос, Муреш)
Делень, Делені (рум. Deleni) — село у повіті Муреш в Румунії. Входить до складу комуни Ідечу-де-Жос.
Село розташоване на відстані 284 км на північ від Бухареста, 37 км на північний схід від Тиргу-Муреша, 92 км на схід від Клуж-Напоки, 145 км на північний захід від Брашова.

## Населення
За даними перепису населення 2002 року у селі проживали 309 осіб, усі — румуни. Усі жителі села рідною мовою назвали румунську.